# Peter Paul MacSwiney
Peter Paul MacSwiney († 27. Februar 1884) war ein irischer Unternehmer und Politiker.
MacSwiney war Direktor von MacSwiney, Delany & Co., einer in Dublin ansässigen Textilfirma. Zu seinen Lebzeiten nahm er eine sehr aktive politische Rolle ein. Unter anderem gehörte er dem Stadtrat von Dublin an und bekleidete im Jahr 1864 sowie erneut im Jahr 1875 das Amt des Oberbürgermeisters der Stadt (Lord Mayor of Dublin). Er lehnte Isaac Butts Home Rule Politik ab und sah in Charles Gavan Duffy den legitimen politischen Erben von Daniel O’Connell.
MacSwiney war Großkreuz-Ritter des Gregoriusorden und Chevalier der Ehrenlegion. Er starb am 27. Februar 1884 und wurde am 1. März auf dem Glasnevin Cemetery beigesetzt.